# Rafał Stobiecki
Rafał Mieczysław Stobiecki (ur. 11 marca 1962 w Łodzi) – polski historyk, profesor nauk humanistycznych, nauczyciel akademicki Uniwersytetu Łódzkiego.

## Życiorys
W 1985 ukończył studia historyczne w Instytucie Historii UŁ i rozpoczął pracę na stanowisku asystenta w Katedrze Historii Historiografii UŁ. W 1995 uzyskał stopień doktora nauk humanistycznych (promotor: Andrzej Feliks Grabski), a w 1999 stopień doktora habilitowanego, na podstawie rozprawy: Bolszewizm a Historia. Próba rekonstrukcji bolszewickiej filozofii dziejów. Tytuł profesorski uzyskał w 2007.
W 2017 został kierownikiem Katedry Historii Historiografii i Nauk Pomocniczych Historii w Instytucie Historii UŁ. W swoich badaniach koncentruje się na problemach historiografii okresu PRL, rosyjskiej i radzieckiej historiografii XIX i XX w., a także emigracyjnego dziejopisarstwa polskiego po 1945.
Był stypendystą Funduszu dla Popierania Niezależnej Nauki i Kultury (1993), a także Polskiej Fundacji Kulturalnej, Polonia Aid Foundation Trust (1999, 2000), Fundacji Kościuszkowskiej (2010). W latach 2011–2014 był członkiem Komitetu Nauk Historycznych PAN, członek redakcji pisma Dzieje Najnowsze.

## Wybrane publikacje

### Książki
- Historia pod nadzorem. Spory o nowy model historii w Polsce – druga połowa lat czterdziestych – początek lat pięćdziesiątych, Łódź: Wydawnictwo Uniwersytetu Łódzkiego 1993.
- Bolszewizm a historia. Próba rekonstrukcji bolszewickiej filozofii dziejów, Łódź: Wydawnictwo Uniwersytetu Łódzkiego 1998.
- (współautor Jarosław Kita), Słownik biograficzny historyków łódzkich, Łódź – Kurowice: Ibidem 2000.
- Klio na wygnaniu. Z dziejów polskiej historiografii na uchodźstwie w Wielkiej Brytanii po 1945 r., Poznań: Wydawnictwo Poznańskie 2005[1].
- (współautor i redakcja) Jerzego Giedroycia rozrachunki z historią i polityką, pod red. nauk. Sławomira M. Nowinowskiego i Rafała Stobieckiego, Łódź – Kurowice koło Łodzi: Wydawnictwo Ibidem 2005.
- Historiografia PRL. Ani dobra, ani mądra, ani piękna..., ale skomplikowana. Studia i szkice, Warszawa: Wydawnictwo TRIO 2007[2].
- (współautor i redakcja) Pamięć i polityka historyczna. Doświadczenia Polski i jej sąsiadów, pod red. Sławomira M. Nowinowskiego, Jana Pomorskiego i Rafała Stobieckiego, Łódź: Wydawnictwo Naukowe Ibidem – Instytut Pamięci Narodowej – Komisja Ścigania Zbrodni przeciwko Narodowi Polskiemu 2008.
- (współautor i redakcja) „Należę do polskiej szkoły historycznej”. Studia i szkice ofiarowane prof. Jakubowi Goldbergowi z okazji odnowienia doktoratu na Uniwersytecie Łódzkim, pod red. Rafała Stobieckiego i Jacka Walickiego, Łódź: Uniwersytet Łódzki. Centrum Badań Żydowskich. Katedra Historii Historiografii 2010.
- (współautor i redakcja) Historyk wobec źródeł. Historiografia klasyczna i nowe propozycje metodologiczne, pod red. Jolanty Kolbuszewskiej i Rafała Stobieckiego, Łódź – Kurowice: Wydawnictwo Ibidem, 2010.
- (współautor i redakcja) Bez taryfy ulgowej. Dorobek naukowy i edukacyjny Instytutu Pamięci Narodowej 2000-2010, pod red. Andrzeja Czyżewskiego, Sławomira M. Nowinowskiego, Rafała Stobieckiego, Joanny Żelazko, Łódź: Instytut Pamięci Narodowej - Komisja Ścigania Zbrodni przeciwko Narodowi Polskiemu 2012.
- (współautor i redakcja) Mity i stereotypy w dziejach Polski i Ukrainy w XIX i XX wieku, red. Andrzej Czyżewski, Rafał Stobiecki, Tomasz Toborek, Leonid Zaszkilniak, Łódź: Instytut Pamięci Narodowej - Komisja Ścigania Zbrodni przeciwko Narodowi Polskiemu 2012.
- (współautor i redakcja) Piotr Wandycz. Historyk — emigrant — intelektualista, red. Marek Kornat, Sławomir M. Nowinowski, Rafał Stobiecki, Bydgoszcz: Oficyna Wydawnicza Epigram 2014.
- Historycy polscy wobec wyzwań XX wieku, Poznań: Wydawnictwo Nauka i Innowacje 2014.
- Klio za wielką wodą. Polscy historycy w Stanach Zjednoczonych po 1945 r., Warszawa: IPN 2017.
- Historiografia PRL. Zamiast podręcznika, Łódź: Wydawnictwo Uniwersytetu Łódzkiego 2021.